# Major League Soccer (2004)
Major League Soccer w roku 2004 był dziewiątym sezonem tych rozgrywek. Po raz czwarty w historii mistrzem MLS został klub D.C. United, natomiast wicemistrzem Kansas City Wizards.

## Sezon zasadniczy

### Konferencja Wschodnia
| #  | Drużyna                | M  | Z  | R  | P  | Bramki | Punkty | Uwagi    |
| -- | ---------------------- | -- | -- | -- | -- | ------ | ------ | -------- |
| 1. | Columbus Crew          | 30 | 12 | 13 | 5  | 40:32  | 49     | Play Off |
| 2. | D.C. United            | 30 | 11 | 9  | 10 | 43:42  | 42     | Play Off |
| 3. | MetroStars             | 30 | 11 | 7  | 12 | 47:49  | 40     | Play Off |
| 4. | New England Revolution | 30 | 8  | 9  | 13 | 42:43  | 33     | Play Off |
| 5. | Chicago Fire           | 30 | 8  | 9  | 13 | 36:44  | 33     |          |

### Konferencja Zachodnia
| #  | Drużyna              | M  | Z  | R  | P  | Bramki | Punkty | Uwagi    |
| -- | -------------------- | -- | -- | -- | -- | ------ | ------ | -------- |
| 1. | Kansas City Wizards  | 30 | 14 | 7  | 9  | 38:30  | 49     | Play Off |
| 2. | Los Angeles Galaxy   | 30 | 11 | 10 | 9  | 42:40  | 43     | Play Off |
| 3. | Colorado Rapids      | 30 | 10 | 11 | 9  | 29:32  | 41     | Play Off |
| 4. | San Jose Earthquakes | 30 | 9  | 11 | 10 | 41:35  | 38     | Play Off |
| 5. | FC Dallas            | 30 | 10 | 6  | 14 | 34:45  | 36     |          |

Aktualne na 26 marca 2018. Źródło:https://www.flashscore.pl/pilka-nozna/usa/mls-2004/tabela/
Zasady ustalania kolejności: 1. liczba zdobytych punktów; 2. różnica zdobytych bramek; 3. większa liczba zdobytych bramek.

## Play off
W  ćwierćfinale rozgrywano dwumecze, nie obowiązywała zasada bramek na wyjeździe. Półfinały i finał rozgrywano w formie pojedynczego meczu. Gdy rywalizacja w dwumeczu ćwierćfinałowym jak i w meczach półfinałowych lub finałowym był remis, rozgrywano dogrywkę 2 x 15 minut. W dogrywce obowiązywała zasada złotej bramki.

### Ćwierćfinał

#### Para nr 1
| 123 października 2004                              | New England Revolution              | 1:0   | Columbus Crew |                                                          |
|                                                    | Avery John 25'                      | (1:0) |               | Foxboro Stadium, Foxborough, Massachusetts Widzów: 5 679 |
| Shalrie Joseph 4' · Avery John 58' · Jay Heaps 82' | 26' Edson Buddle · 35' Robin Fraser | (1:0) |               | Foxboro Stadium, Foxborough, Massachusetts Widzów: 5 679 |

| 231 października 2004                 | Columbus Crew      | 1:1   | New England Revolution |                                                                 |
|                                       | Edson Buddle 90+2' | (0:0) | 81' Taylor Twellman    | Mapfre Stadium, Columbus, Ohio Widzów: 15 224 Sędzia: Alex Prus |
| Kyle Martino 26' · Frankie Hejduk 68' |                    | (0:0) |                        | Mapfre Stadium, Columbus, Ohio Widzów: 15 224 Sędzia: Alex Prus |

Dwumecz wygrało New England Revolution wynikiem 2:1.

#### Para nr 2
| 123 października 2004 | MetroStars                                             | 0:2   | D.C. United                                 |                                                                                |
|                       |                                                        | (0:0) | 67' Earnie Stewart · 88' Alecko Eskandarian | Giants Stadium, East Rutherford, New Jersey Widzów: 11 161 Sędzia: Kevin Scott |
| Jonny Walker 68'      | 50' Dema Kovalenko · 68' Ryan Nelsen · 75' Joshua Gros | (0:0) |                                             | Giants Stadium, East Rutherford, New Jersey Widzów: 11 161 Sędzia: Kevin Scott |

| 230 października 2004                                                                    | D.C. United                                                                   | 2:0   | MetroStars |                                                                                                 |
|                                                                                          | Jaime Moreno 85' · Bryan Namoff 89'                                           | (0:0) |            | Robert F. Kennedy Memorial Stadium, Waszyngton, D. C. Widzów: 15 763 Sędzia: Ricardo Valenzuela |
| Ben Olsen 27' · Bryan Namoff 35' · Dema Kovalenko 41' · Ryan Nelsen 61' · Freddy Adu 86' | 6' Gilberto Flores · 18' Amado Guevara · 45+1' Ricardo Clark · 88' Eddie Pope | (0:0) |            | Robert F. Kennedy Memorial Stadium, Waszyngton, D. C. Widzów: 15 763 Sędzia: Ricardo Valenzuela |

Dwumecz wygrało D.C. United wynikiem 4:0.

#### Para nr 3
| 124 października 2004             | San Jose Earthquakes                     | 2:0   | Kansas City Wizards |                                                                                      |
|                                   | Dwayne De Rosario 40' · Craig Waibel 52' | (1:0) |                     | Spartan Stadium, San Jose (Kalifornia), Kalifornia Widzów: 8 659 Sędzia: Kevin Terry |
| Jeff Agoos 24' · Brian Mullan 38' | 41' Igor Simutienkow · 59' Alex Zotincă  | (1:0) |                     | Spartan Stadium, San Jose (Kalifornia), Kalifornia Widzów: 8 659 Sędzia: Kevin Terry |

| 230 października 2004                                       | Kansas City Wizards                                                 | 3:0   | San Jose Earthquakes |                                                                              |
|                                                             | Khari Stephenson 26' · Brian Ching 48' (sam.) · Jack Jewsbury 92+2' | (1:0) |                      | Arrowhead Stadium, Kansas City, Missouri Widzów: 10 022 Sędzia: Terry Vaughn |
| Jack Jewsbury 45+1' · Davy Arnaud 68' · Diego Gutiérrez 78' | 43' Landon Donovan                                                  | (1:0) |                      | Arrowhead Stadium, Kansas City, Missouri Widzów: 10 022 Sędzia: Terry Vaughn |

Dwumecz wygrało Kansas City Wizards wynikiem 3:2.

#### Para nr 4
| 122 października 2004                      | Colorado Rapids           | 1:0   | Los Angeles Galaxy |                                                                                          |
|                                            | Jean-Philippe Peguero 30' | (1:0) |                    | Sports Authority Field at Mile High, Denver, Kolorado Widzów: 8 028 Sędzia: Terry Vaughn |
| Ritchie Kotschau 40' · Pablo Mastroeni 76' | 66' Paul Broome           | (1:0) |                    | Sports Authority Field at Mile High, Denver, Kolorado Widzów: 8 028 Sędzia: Terry Vaughn |

| 230 października 2004                                    | Los Angeles Galaxy                        | 2:0   | Colorado Rapids |                                                                                       |
|                                                          | Carlos Ruiz 30' · Tyrone Marshall 45+3'   | (2:0) |                 | Dignity Health Sports Park, Carson, Kalifornia Widzów: 20 026 Sędzia: Michael Kennedy |
| Carlos Ruiz 42' · Jovan Kirovski 74' · Kevin Hartman 76' | 42' Kyle Beckerman · 52' Ritchie Kotschau | (2:0) |                 | Dignity Health Sports Park, Carson, Kalifornia Widzów: 20 026 Sędzia: Michael Kennedy |

Dwumecz wygrało Los Angeles Galaxy wynikiem 2:1.

### Półfinał
| 15 listopada 2004                        | Kansas City Wizards                                      | 2:0   | Los Angeles Galaxy |                                                                                 |
|                                          | Davy Arnaud 24', 68'                                     | (1:0) |                    | Arrowhead Stadium, Kansas City, Missouri Widzów: 11 931 Sędzia: Abiodun Okulaja |
| José Burciaga Jr. 41' · Alex Zotincă 72' | 26' Peter Vagenas · 72' Paul Broome · 83' Andreas Herzog | (1:0) |                    | Arrowhead Stadium, Kansas City, Missouri Widzów: 11 931 Sędzia: Abiodun Okulaja |

| 26 listopada 2004                                                                               | D.C. United                                                     | 3:3 k. 4:3                                                                                 | New England Revolution                                       |                                                                                           |
|                                                                                                 | Alecko Eskandarian 11' · Jaime Moreno 21' · Christian Gómez 67' | (2:2, k. 4:3)                                                                              | 17' Taylor Twellman · 44' (k) Steve Ralston · 85' Pat Noonan | Robert F. Kennedy Memorial Stadium, Waszyngton, D. C. Widzów: 21 201 Sędzia: Terry Vaughn |
| Alecko Eskandarian 49' · Bryan Namoff 58' · Ben Olsen 87'                                       | 1' Shalrie Joseph · 55' Avery John · 62' Rusty Pierce           | (2:2, k. 4:3)                                                                              |                                                              | Robert F. Kennedy Memorial Stadium, Waszyngton, D. C. Widzów: 21 201 Sędzia: Terry Vaughn |
| · Ben Olsen · Santino Quaranta · Freddy Adu · Alecko Eskandarian · Jaime Moreno · Brian Carroll | Rzuty karne                                                     | · Steve Ralston · Matt Reis · Taylor Twellman · Jay Heaps · Shalrie Joseph · Clint Dempsey |                                                              | Robert F. Kennedy Memorial Stadium, Waszyngton, D. C. Widzów: 21 201 Sędzia: Terry Vaughn |

### Finał
| 14 listopada 2004 | D.C. United                                                                | 3:2   | Kansas City Wizards                       |                                                                                       |
| 12:30 PST         | Alecko Eskandarian 19', 23' · Alex Zotincă 26' (sam.)                      | (3:1) | 6' José Burciaga Jr. · 58' (k) Josh Wolff | Dignity Health Sports Park, Carson, Kalifornia Widzów: 25 797 Sędzia: Michael Kennedy |
| 12:30 PST         | Earnie Stewart 55' · Dema Kovalenko 57' · Bryan Namoff 72' · Ben Olsen 89' | (3:1) | 33' Diego Gutiérrez                       | Dignity Health Sports Park, Carson, Kalifornia Widzów: 25 797 Sędzia: Michael Kennedy |